# Hodgesiella
Hodgesiella is een geslacht van vlinders uit de familie van de prachtmotten (Cosmopterigidae).
De soorten van dit geslacht komen voor op de Canarische Eilanden, in Italië, Klein-Azië en Turkmenistan.

## Soorten
- H. christophi Koster & Sinev, 2003
- H. quaggella (Christoph, 1887)
- H. rebeli (Krone, 1905)
- H. rhodorrhizella Kasy, 1970